# Victor Vernicos
Victor Vernicos, pseudonimo di Viktōr Vernikos Jørgensen (in greco Βίκτωρ Βερνίκος Γιούργκενσεν?; Atene, 23 ottobre 2006), è un cantautore greco con cittadinanza danese.
Ha rappresentato la Grecia all'Eurovision Song Contest 2023 con il brano What They Say.

## Biografia
Nato nella capitale greca da padre danese e madre greca, ha dimostrato sin da giovane un immediato interesse per la musica, prendendo lezioni di canto e imparando a suonare la chitarra e il pianoforte. Ha iniziato a scrivere le proprie canzoni all'età di 11 anni e produce la sua musica dal 2021. Nel 2020 Vernicos ha pubblicato il suo singolo di debutto Apart, scritto e prodotto da lui stesso.
Il 30 gennaio 2023 l'emittente radiotelevisiva ERT l'ha selezionato internamente, tra cinque possibili candidati, per rappresentare la Grecia all'Eurovision Song Contest 2023 a Liverpool. Il suo brano eurovisivo, What They Say, distribuito dall'etichetta discografica Panik Records, è stato presentato il 12 marzo 2023. Nel maggio successivo si è esibito durante la seconda semifinale della manifestazione europea, senza però qualificarsi per la finale.

## Discografia

### Singoli
- 2020 – Apart
- 2021 – Fake Club
- 2021 – Hope It's in Heaven
- 2022 – Youthful Eyes
- 2022 – Mean To
- 2022 – Out of This World
- 2022 – Brutally Honest with You
- 2023 – What They Say
- 2023 – The 968 Paradox
- 2024 – Fading
- 2024 – Enemy Lines
- 2024 – 1s2s3s4s